# Umbralisib
Umbralisib, es  vendido bajo la marca Ukoniq, y es un medicamento que se usaba anteriormente para tratar el linfoma de la zona marginal  y el linfoma folicular.  Era tomado por vía oral.
Los efectos secundarios de este medicamento incluyen problemas renales, diarrea, cansancio, náuseas, niveles bajos de neutrófilos, dolor muscular, niveles bajos de plaquetas, niveles bajos de glóbulos rojos, infección del tracto respiratorio superior y sarpullido; otros efectos secundarios pueden incluir infecciones, problemas hepáticos y reacciones alérgicas. El uso de este medicamento durante el embarazo puede dañar al bebé. Es un inhibidor de la quinasa que bloquea la PI3K-delta y la caseína quinasa CK1-épsilon.
Este medicamento fue aprobado para uso médico en los Estados Unidos en 2021. Sin embargo, debido a la preocupación de que empeoraran los resultados, se retiró del mercado en 2022. Se han interrumpido los esfuerzos para obtener licencias en Europa y también en el Reino Unido.